# Jackie Nava
Jacqueline Nava Mouett (11 de abril de 1980) es una boxeadora profesional mexicana ex campeona mundial de peso gallo femenino de la Asociación Mundial de Boxeo (AMB) en 2005; el título femenino supergallo del Consejo Mundial de Boxeo en 2005 y 2015; además del título de peso supergallo de la AMB entre 2012 y 2015.
De 2015 a 2018, participó en el octavo distrito electoral federal de Baja California en la Cámara de Diputados en la LXIII Legislatura del Congreso Mexicano.

## Carrera de boxeo profesional
En abril de 2004, ganó el título nacional mexicano de peso supergallo al noquear a Ofelia Domínguez.
Ganó su primer campeonato mundial de peso gallo femenino de la AMB al vencer a Martha Leticia Arévalo en Tijuana, Baja California.
En 2005, obtuvo su segundo título mundial derrotando a Leona Brown para ganar el título inaugural de peso supergallo femenino del CMB .
En 2007 venció a Donna Biggers y ganó el título supergallo femenino interino del CMB. Derrotó a María Andrea Miranda para retener su título.
Perdió su título de campeona mundial ante la argentina Alejandra Oliveras.

## Carrera legislativa
En junio de 2015, fue postulada como candidata del PAN, a la Cámara de Diputados en la LXIII Legislatura del Congreso Mexicano . Es miembro de los Comités de Deportes, Derechos del Niño y Juventud.

## Televisión
- Historias Engarzadas (2010) - Invitada
- Sale el sol (2018) - Invitada
- El minuto que cambió mi destino (2019) - Invitada
- Especial 15 Años Box Azteca (2021) - Invitada especial
- SNSerio (2022) - Invitada
- La Isla, Desafío en Turquía (2023) - Participante, 11.ª desterrada